# John O’Donoghue
John O’Donoghue, irl. Seán Ó Donnchú (ur. 28 maja 1956 w Cahersiveen) – irlandzki polityk i prawnik, działacz Fianna Fáil, parlamentarzysta i minister. Ceann Comhairle w latach 2007–2009.

## Życiorys
Kształcił się w szkole prowadzonej przez Kongregację Braci w Chrystusie, następnie ukończył prawo na University College Cork. Szkolił się później w Law Society of Ireland, uzyskując uprawnienia zawodowe. Praktykował jako radca prawny (solicitor).
Zaangażował się w działalność polityczną w ramach Fianna Fáil. W latach 1985–1991 był radnym hrabstwa Kerry, od 1990 pełnił funkcję przewodniczącego rady. Na początku lat 80. kilkakrotnie bez powodzenia kandydował do Dáil Éireann. Mandat poselski po raz pierwszy  uzyskał w wyborach w 1987. Z powodzeniem ubiegał się o reelekcję w 1989, 1992, 1997, 2002 i 2007.
Od listopada 1991 do lutego 1992 był ministrem stanu (niewchodzącym w skład rządu) w departamencie finansów. W czerwcu 1997 nowy premier Bertie Ahern powierzył mu stanowisko ministra sprawiedliwości. W czerwcu 2002 przeszedł na urząd ministra sztuki, sportu i turystyki, który sprawował do czerwca 2007. Objął wówczas funkcję przewodniczącego niższej izby irlandzkiego parlamentu. Ustąpił z niej w październiku 2009 na skutek krytyki po ujawnieniu jego licznych kontrowersyjnych wydatków z funduszy publicznych.
W 2011 utracił mandat deputowanego; powrócił do praktyki prawniczej, od 2014 jako barrister.